# 二層うだつの町並み

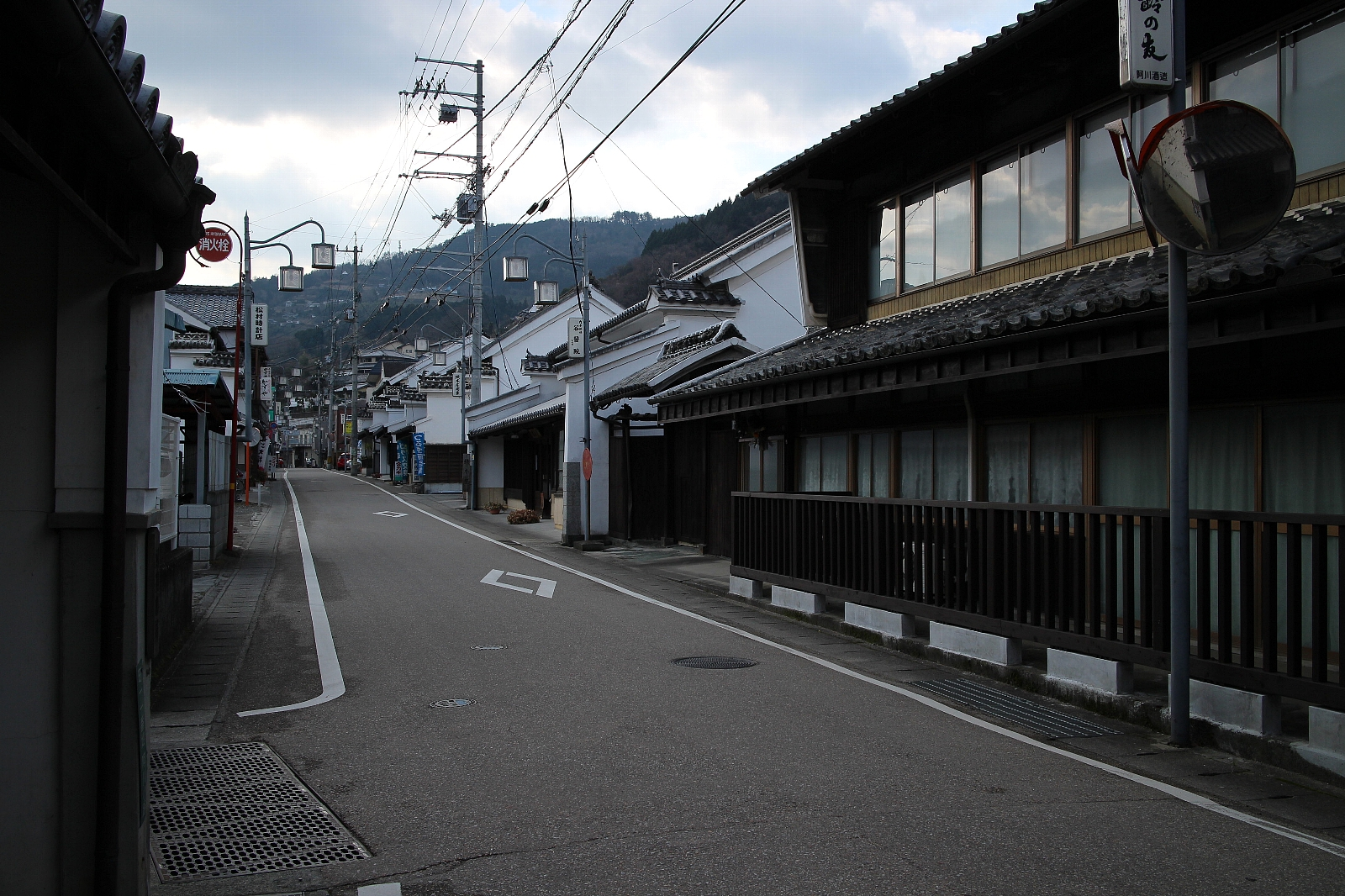
二層うだつの町並み

二層うだつの町並み（にそううただつのまちなみ）は、徳島県美馬郡つるぎ町にある名勝。四国八十八景10番・にし阿波お勧めビューポイント100選選定。

## 概要
美馬市の旧脇町にあるうだつの町並みとは違い、旧貞光町は明治時代初期に完成した町屋文化の町並みでもある二層のうだつが特徴的で、これを備えた風格ある住宅が何軒も続いている。前面には寿福を祈念する絵模様である鏝絵（こてえ）が装飾されている。
ガイドによる町並み案内もあり、代表的な建物である織本屋は、江戸時代の古いうだつの外観を維持しながらも、酒造業を営む商家として明治初期に再建された名建築で、憩いの場としても活用されている。

## 主な施設
- 旧永井家庄屋屋敷 - にし阿波お勧めビューポイント100選選定。つるぎ町指定有形文化財。
- 織本屋（旧折目家住宅） - にし阿波お勧めビューポイント100選定。国の登録有形文化財に登録されている。

## ギャラリー

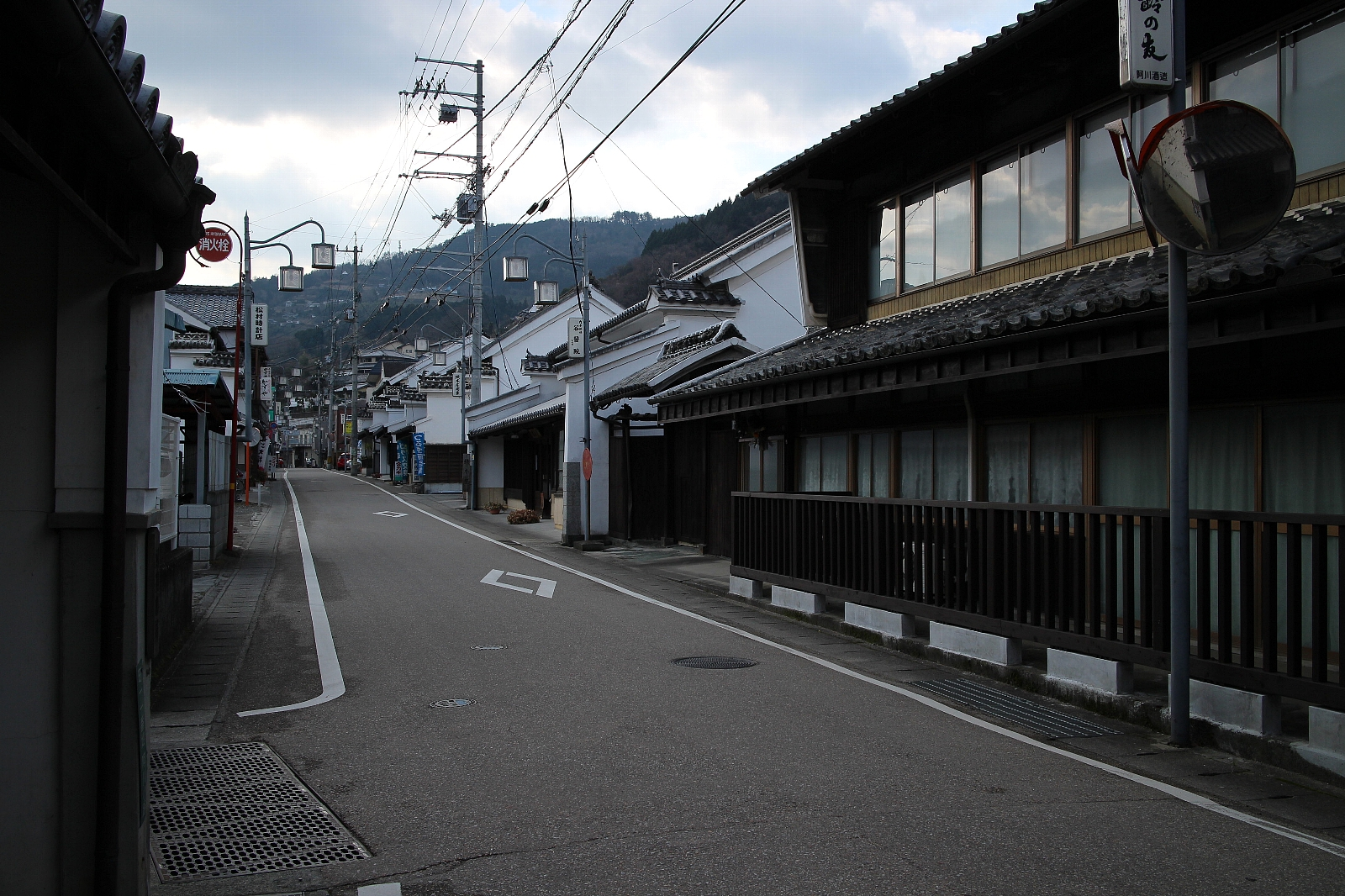
つるぎ町貞光の２層うだつの町並み
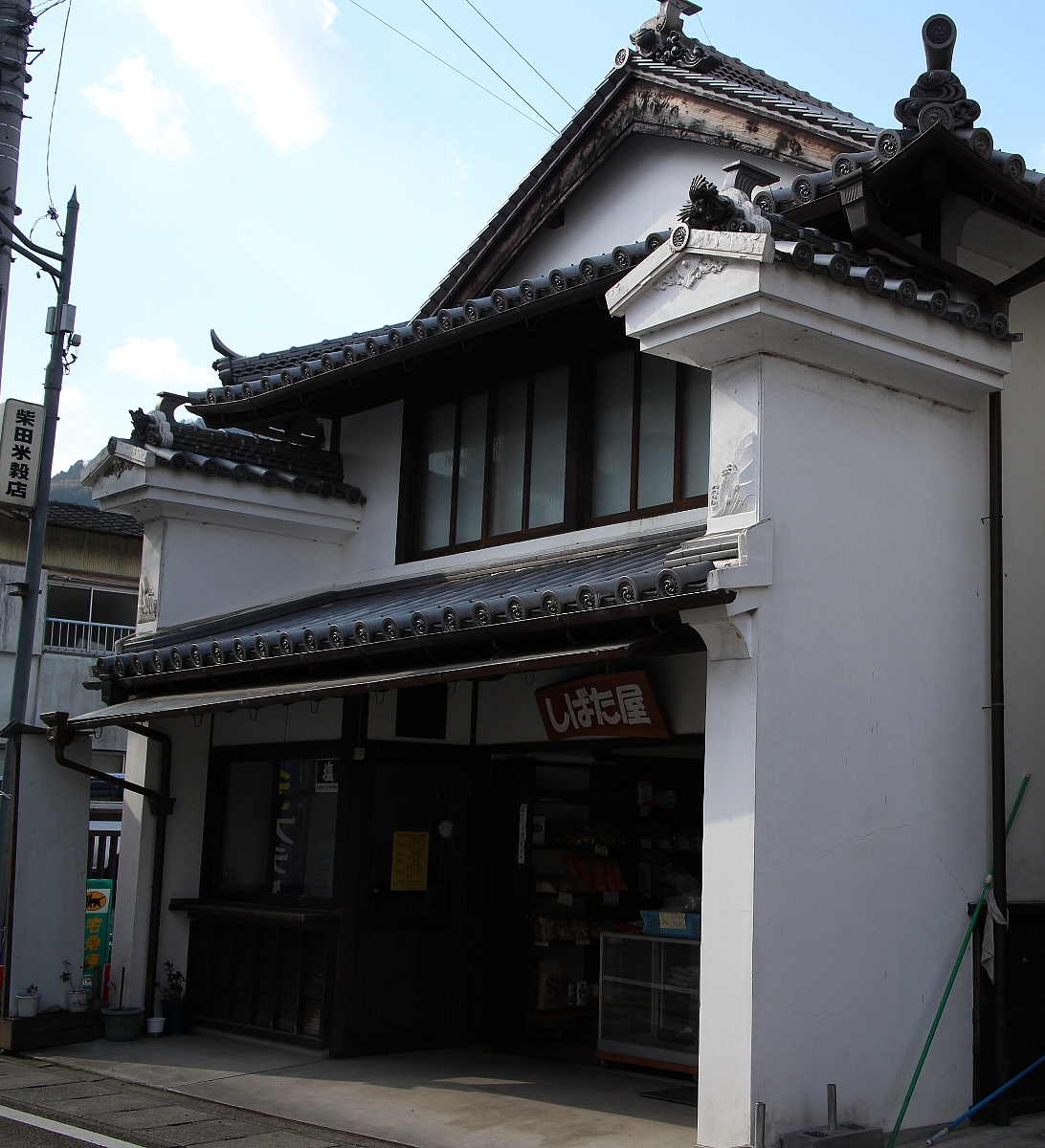
しばた米穀店
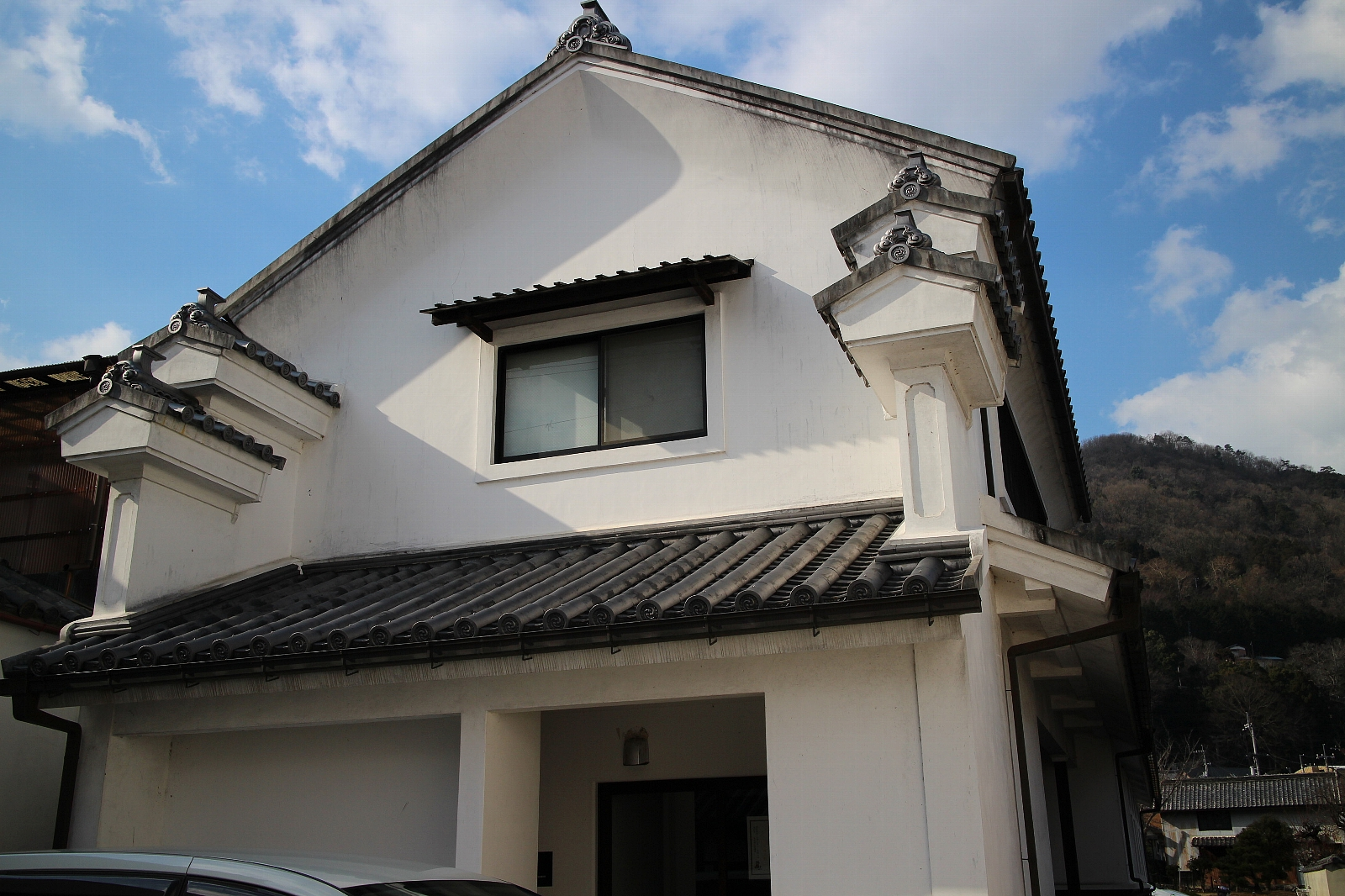
まちなみ交流館
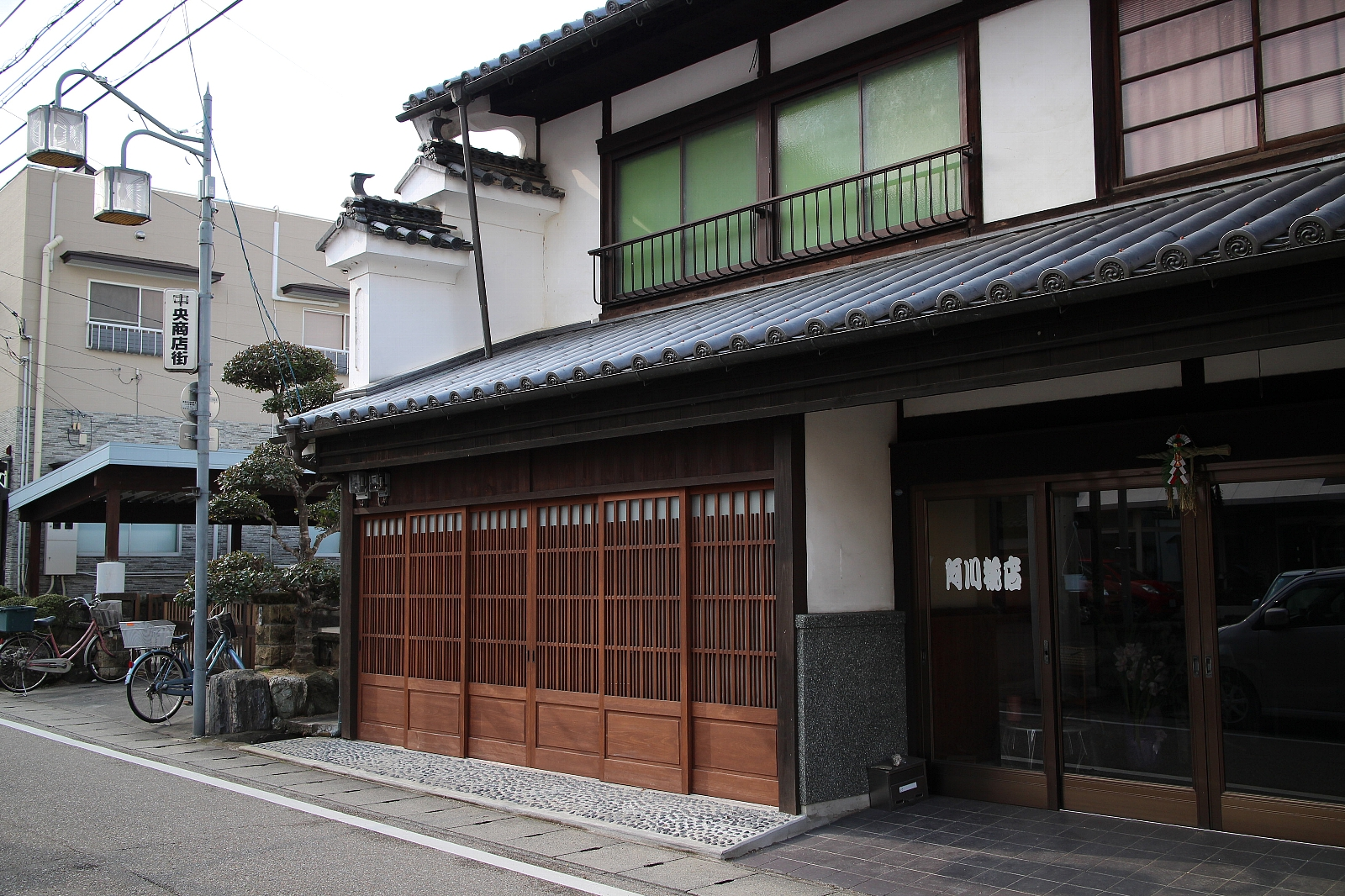
阿川糀店
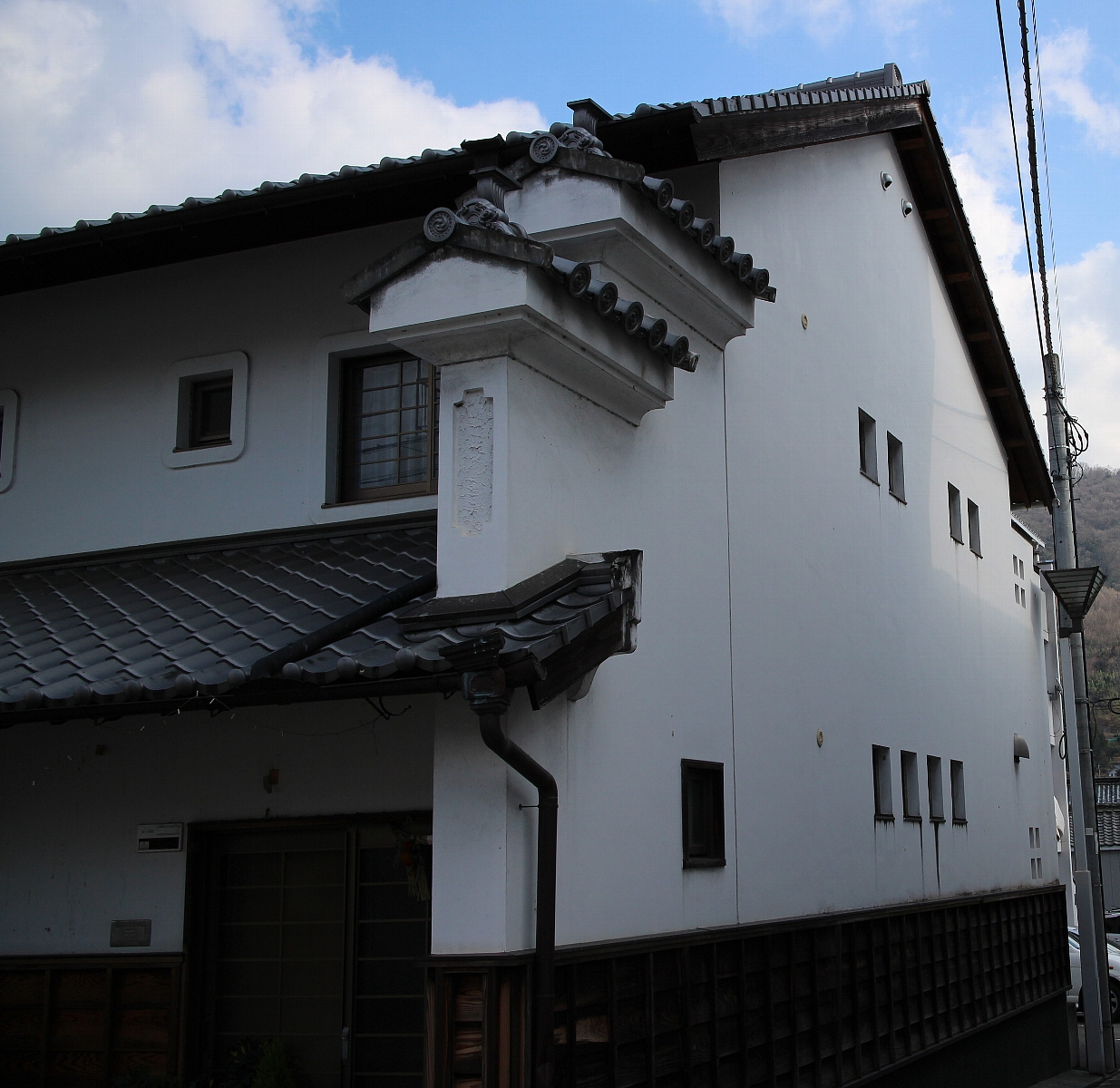
個人住宅
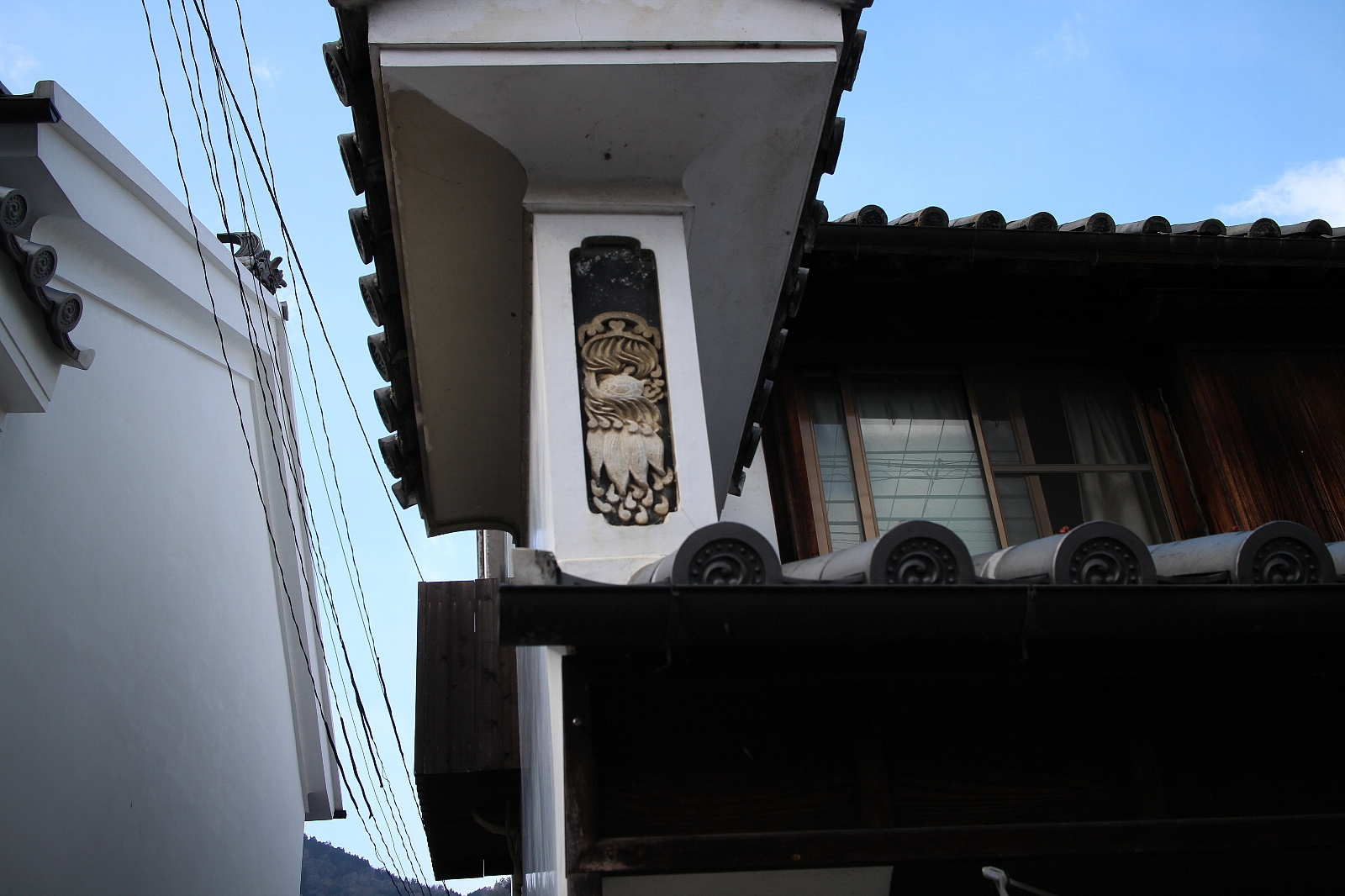
うだつ　こて絵
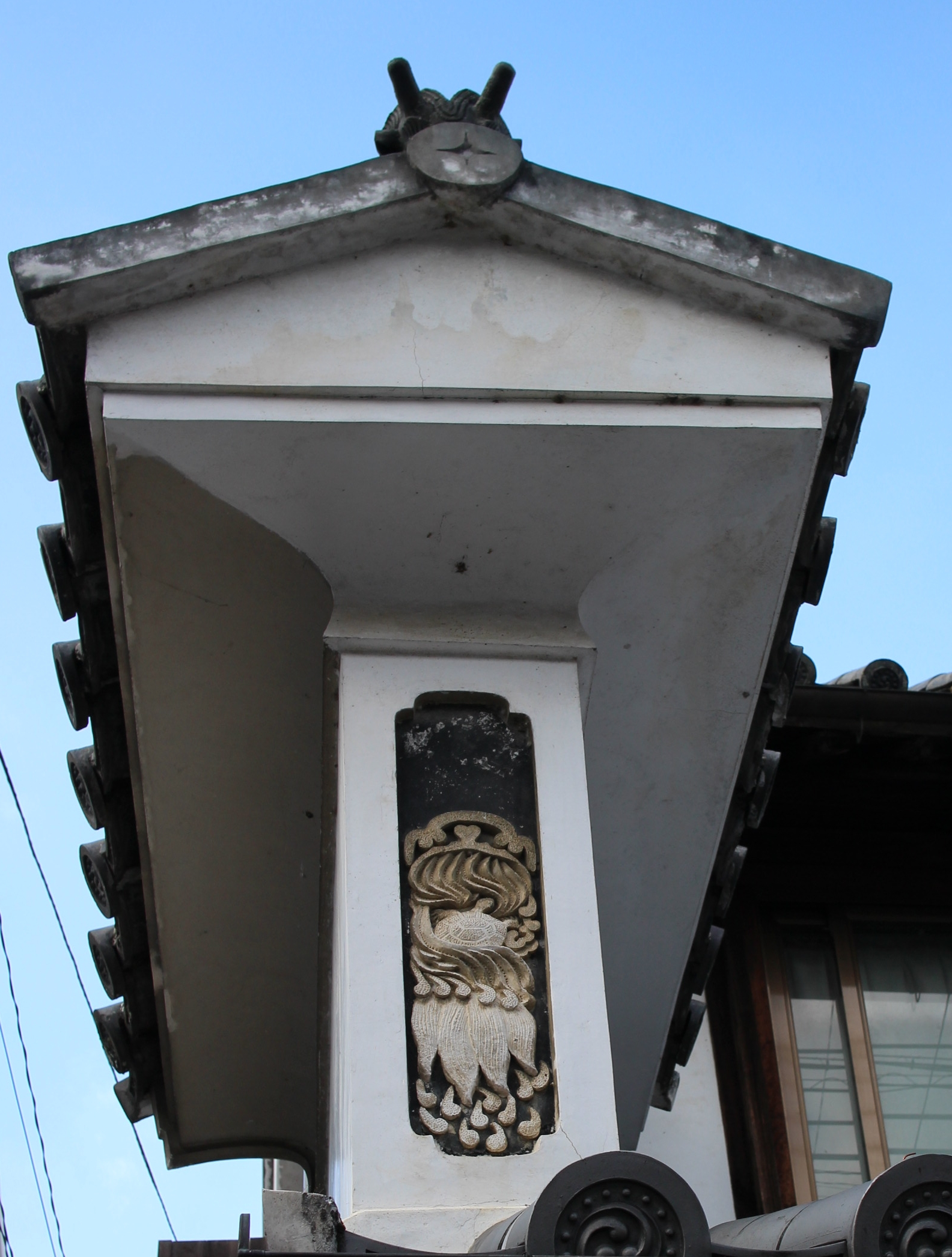
うだつ　こて絵

## 交通
- JR徳島線「貞光駅」より徒歩で約15分。
- 徳島自動車道「美馬インターチェンジ」より車で約10分。